# 中川寛斗
中川 寛斗（なかがわ ひろと、1994年11月3日 - ）は、埼玉県浦和市（現さいたま市浦和区）出身のプロサッカー選手。Jリーグ・大分トリニータ所属。ポジションはミッドフィールダー、フォワード。

## 来歴

### プロ入り前
2歳年上の兄の影響から、幼稚園生の時にジップサッカークラブでサッカーを始めた。さいたま市立大東小学校入学後は大東サッカースポーツ少年団のほか、浦和美園のクーバー・フットサルスクールに通ってテクニックを磨き、小学4年時から柏レイソルの下部組織に加入した。同期には中村航輔、秋野央樹、小林祐介、木村裕、金竜滉等がいる。当時から身体が小さく、小学6年時の身長は127cmで、平均よりも約20cm低かった。周囲からは身長を伸ばす医療的な処置も勧められていたが、両親から貰った身体を大切にしたいという思いがあり、将来プロ選手になることができれば同じ悩みを抱える子供たちに勇気を与えられると考え、最終的には自ら医療の力には頼らないことを決断した。
加入当初は出場機会を得られない時期もあったが、小柄な体格をカバーするためにFCバルセロナのシャビ・エルナンデス、アンドレス・イニエスタのプレーを研究して基本技術や判断力、ポジショニングの質を徹底的に磨き、吉田達磨の指導を受けた中学3年時には中心選手として活躍。高校時代には各年代別日本代表にも選出され、国際ユースサッカーin新潟等の国際大会に出場した。
高校3年時の2012年は司令塔としてチームを牽引し、日本クラブユースサッカー選手権 (U-18)大会でクラブ史上初の優勝を達成。千葉県予選を勝ち抜いて出場した第92回天皇杯では、2回戦で同大会史上初となるトップチームと下部組織の「兄弟対決」を実現させた。
しかし、トップチームへの昇格を当時の監督であったネルシーニョに身長が低い事を理由に反対されたことにより、トップチーム昇格と同時に湘南ベルマーレへ期限付き移籍することとなった。

### 湘南ベルマーレ
2013年4月27日、J1第8節・ジュビロ磐田戦で公式戦初出場。同年8月にはU-19日本代表に選出され、スペイン・バレンシアで開催されたアルクディア国際ユースサッカートーナメントに参加した。湘南では在籍2年間でリーグ戦10試合に出場し、2014年にはJ2リーグ優勝を経験した。

### 柏レイソル
2015年、アカデミー時代の恩師で、新たに柏レイソル監督に就任した吉田達磨から乞われる形で柏へ復帰。10月3日のJ1 2ndステージ第13節名古屋グランパス戦でプロ初得点を記録し、Jリーグ史上最も身長の低い得点者となった。
2016年、開幕直後に下部組織時代に指導を受けた下平隆宏が監督に就任すると出場機会を増やし、リーグ戦22試合に出場。4月24日の1st ステージ第8節鹿島アントラーズ戦では走行距離13.769km、スプリント回数39回を記録し、いずれもリーグ全体で1位となった。
2017年はJ1第4節から運動量を買われ、クリスティアーノとの2トップの一角として先発に抜擢され、首位争いを演じた前半戦において貢献を果たした。また、5月21日の第12節・ジュビロ磐田戦ではプロ入り後初めて頭で得点を記録。Jリーグで身長が一番低い事もあってヘディングでの得点はニュースになり、本人も頭での得点は「記憶にない。小学生の時に１回あったかな」と語った。しかし後半戦からはディエゴ・オリヴェイラ、ハモン・ロペスの個の力が重視された為、出場機会を減らす形となった。
2018年も当初は控えが中心であったが、4月から5月にかけて一時スタメンを奪取。その期間中に記録した2得点はいずれも当該試合の決勝点となった。監督が下平から加藤望に交代して以降は再び出場機会を減らし、チームもJ2降格となった。

### 湘南ベルマーレ復帰
2019年、湘南ベルマーレへ2014年以来2度目の期限付き移籍で加入。シーズン終了後に完全移籍に移行した。
2020年限りで契約満了により湘南を退団。

### 京都サンガF.C.
2021年、京都サンガF.C.に加入。同年、チームはJ1昇格を果たしたものの自身は公式戦13試合の出場にとどまった。

### 大分トリニータ
2022年、柏時代に指導を受けた下平隆宏が監督に就任した大分トリニータへ完全移籍で加入。

## プレースタイル
湘南ベルマーレ時代に曺貴裁監督の下で培った運動量が持ち味で、毎試合チームでトップクラスの走行距離・スプリント回数を記録している。上背はないが、大柄なディフェンダーの間をすり抜ける俊敏性と正確なボールコントロール技術、パスセンスを持ち、敵陣のスペースを突くランニングや、味方に有効的にスペースを使わせるポジショニングなど、常にチームを機能させる最善のプレー選択ができるインテリジェンスは高く評価されている。守備面でも前線からのプレスや、ボランチが釣り出されたスペースを埋める動きを献身的に行うことができる。

## 人物
- 2025年時点で、最も身長が低い（155cm）Jリーグ所属選手である[33][34]。
- 2017年3月31日、一般女性と結婚したことを発表した。

## 所属クラブ
- 1999年 - 2001年 ジップサッカークラブ（さいたま市立大東小学校）
- 2002年 - 2003年 大東サッカースポーツ少年団 （さいたま市立大東小学校）
- 2004年 - 2006年 柏レイソルU-12（さいたま市立大東小学校）
- 2007年 - 2009年 柏レイソルU-15（さいたま市立木崎中学校）
- 2010年 - 2012年 柏レイソルU-18（柏日体高等学校）
- 2013年 - 2019年 柏レイソル
  - 2013年 - 2014年 湘南ベルマーレ（期限付き移籍）
  - 2014年 - 2015年 Jリーグ・アンダー22選抜
  - 2019年 湘南ベルマーレ（期限付き移籍）
- 2020年 湘南ベルマーレ
- 2021年 京都サンガF.C.
- 2022年 - 大分トリニータ

## 個人成績
| 国内大会個人成績 | 国内大会個人成績 | 国内大会個人成績 | 国内大会個人成績 | 国内大会個人成績 | 国内大会個人成績 | 国内大会個人成績 | 国内大会個人成績 | 国内大会個人成績 | 国内大会個人成績 | 国内大会個人成績 | 国内大会個人成績 |
| 年度             | クラブ           | 背番号           | リーグ           | リーグ戦         | リーグ戦         | リーグ杯         | リーグ杯         | オープン杯       | オープン杯       | 期間通算         | 期間通算         |
| 年度             | クラブ           | 背番号           | リーグ           | 出場             | 得点             | 出場             | 得点             | 出場             | 得点             | 出場             | 得点             |
| 日本             | 日本             | 日本             | 日本             | リーグ戦         | リーグ戦         | リーグ杯         | リーグ杯         | 天皇杯           | 天皇杯           | 期間通算         | 期間通算         |
| ---------------- | ---------------- | ---------------- | ---------------- | ---------------- | ---------------- | ---------------- | ---------------- | ---------------- | ---------------- | ---------------- | ---------------- |
| 2011             | 柏U-18           | 8                | -                | -                | -                | -                | -                | 1                | 0                | 1                | 0                |
| 2012             | 柏U-18           | 8                | -                | -                | -                | -                | -                | 2                | 0                | 2                | 0                |
| 2013             | 湘南             | 34               | J1               | 7                | 0                | 2                | 0                | 1                | 0                | 10               | 0                |
| 2014             | 湘南             | 20               | J2               | 3                | 0                | -                | -                | 1                | 0                | 4                | 0                |
| 2015             | 柏               | 19               | J1               | 5                | 1                | 1                | 0                | 1                | 0                | 7                | 1                |
| 2016             | 柏               | 19               | J1               | 22               | 1                | 5                | 1                | 2                | 0                | 29               | 2                |
| 2017             | 柏               | 19               | J1               | 22               | 3                | 2                | 0                | 4                | 0                | 28               | 3                |
| 2018             | 柏               | 19               | J1               | 14               | 2                | 4                | 1                | 0                | 0                | 18               | 3                |
| 2019             | 湘南             | 14               | J1               | 10               | 0                | 5                | 0                | 0                | 0                | 15               | 0                |
| 2020             | 湘南             | 14               | J1               | 19               | 3                | 2                | 0                | -                | -                | 21               | 3                |
| 2021             | 京都             | 14               | J2               | 11               | 0                | -                | -                | 2                | 0                | 13               | 0                |
| 2022             | 大分             | 23               | J2               | 20               | 4                | 5                | 0                | 2                | 0                | 27               | 4                |
| 2023             | 大分             | 5                | J2               | 30               | 4                | -                | -                | 1                | 0                | 31               | 4                |
| 2024             | 大分             | 5                | J2               | 28               | 0                | 0                | 0                | 0                | 0                | 28               | 0                |
| 2025             | 大分             | 5                | J2               |                  |                  |                  |                  |                  |                  |                  |                  |
| 通算             | 日本             | 日本             | J1               | 99               | 10               | 21               | 2                | 7                | 0                | 127              | 12               |
| 通算             | 日本             | 日本             | J2               | 92               | 8                | 5                | 0                | 6                | 0                | 103              | 8                |
| 通算             | 日本             | 日本             | 他               | -                | -                | -                | -                | 3                | 0                | 3                | 0                |
| 総通算           | 総通算           | 総通算           | 総通算           | 191              | 18               | 26               | 2                | 15               | 0                | 233              | 20               |

その他の公式戦
| 2014   | J-22   | -      | J3     | 3 | 0 | 3 | 0 |
| 2015   | J-22   | -      | J3     | 1 | 0 | 1 | 0 |
| 通算   | 日本   | 日本   | J3     | 4 | 0 | 4 | 0 |
| 総通算 | 総通算 | 総通算 | 総通算 | 4 | 0 | 4 | 0 |

- 2022年
  - J1参入プレーオフ 1試合0得点

| 国際大会個人成績 | 国際大会個人成績 | 国際大会個人成績 | 国際大会個人成績 | 国際大会個人成績 |
| 年度             | クラブ           | 背番号           | 出場             | 得点             |
| AFC              | AFC              | AFC              | ACL              | ACL              |
| ---------------- | ---------------- | ---------------- | ---------------- | ---------------- |
| 2015             | 柏               | 19               | 1                | 0                |
| 2018             | 柏               | 19               | 2                | 0                |
| 通算             | AFC              | AFC              | 3                | 0                |

### 出場歴
- Jリーグ初出場 - 2013年4月27日 J1第8節 vsジュビロ磐田（ヤマハスタジアム）
- Jリーグ初得点 - 2015年10月3日 J1 2ndステージ第13節 vs名古屋グランパス（日立柏サッカー場）

## タイトル

### クラブ
柏レイソルU-12
- ダノンネーションズカップ in JAPAN : 2006年

柏レイソルU-15
- 関東ユース (U-15)サッカーリーグ : 2008年

柏レイソルU-18
- 日本クラブユースサッカー選手権(U-18)大会 : 2012年

湘南ベルマーレ
- Jリーグ ディビジョン2 : 2014年

## 代表歴
- U-17日本代表
  - 2011年 - 国際ユースサッカーin新潟
- U-18日本代表
  - 2012年 - スロバキアカップ
- U-19日本代表
  - 2013年 - アルクディア国際ユースサッカートーナメント（英語版）